# Ekron

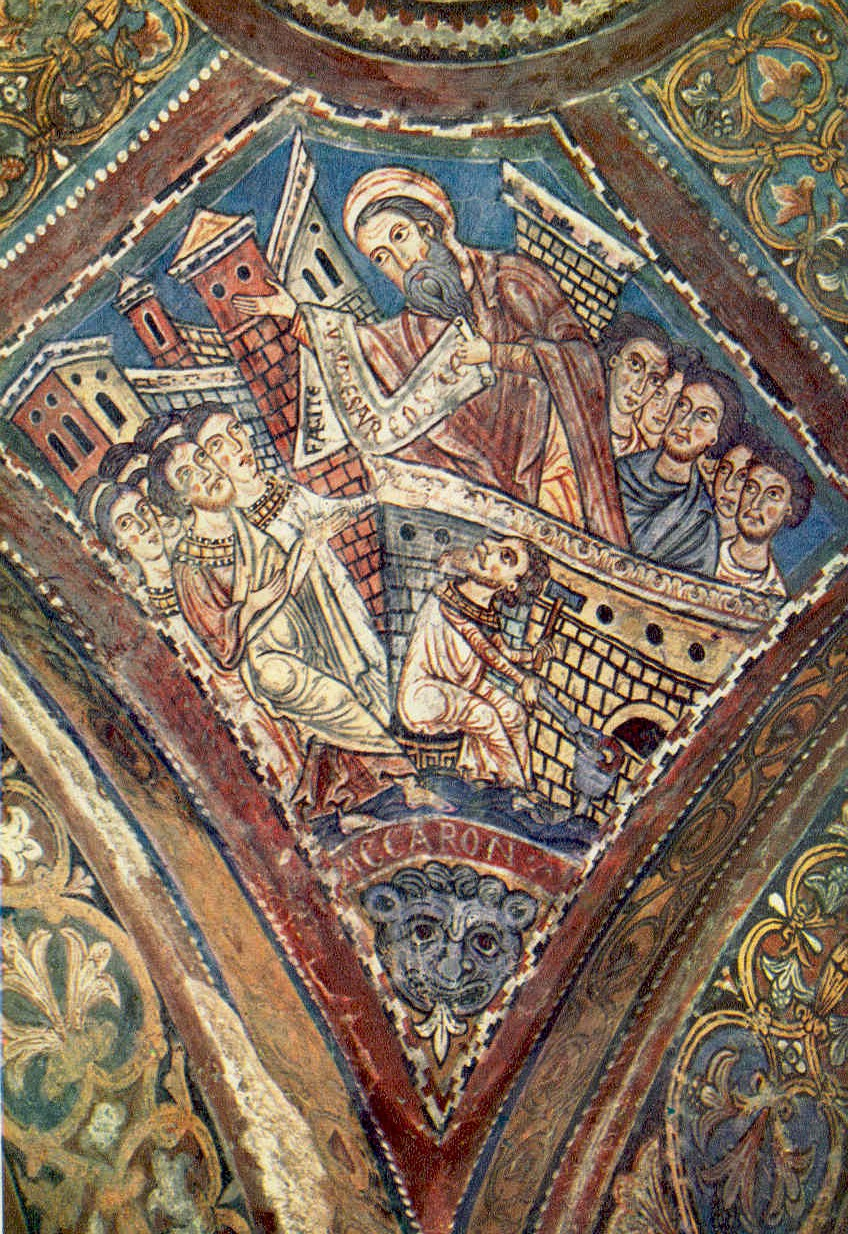
Reprezentare imaginară a oraşului Ekron dintr-o frescă medievală care ilustrează 1 Samuel 5-6, aflată într-o criptă din Anagni, Italia, c.1255

Ekron (în ebraică עֶקְרוֹן, eqrōn, transliterat Accaron) a fost unul dintre cele cinci orașe din faimosul pentapolis filistean, situat în sud-vestul Canaanului.